# Богатирська вулиця (Київ)
Богати́рська ву́лиця — вулиця в Оболонському районі міста Києва, місцевості Оболонь, Петрівка. Пролягає від проспекту Степана Бандери до межі міста і до шосе на місто Вишгород.
Прилучаються Оболонський проспект, Велика Кільцева дорога, вулиці Добринінська (шляхопровід, з'їздів немає), Лугова, Левка Лук'яненка, Полярна, Героїв Дніпра, Гетьмана Данила Апостола, Озерна, Сім'ї Шовкоплясів та Редьчинська.

## Історія
Вулиця запроєктована в 60-х роках XX століття як дорога вздовж залізничної гілки на Київську ГЕС. Сучасна назва — з 1966 року. Забудову розпочато в середині 1970-х років. У середині 1980-х років вулицю було реконструйовано, на ній споруджені шляхопроводи на перетині з вулицями Луговою та Левка Лук'яненка, Добринінською та проспектом Степана Бандери.
У ході російського вторгнення в Україну 14 березня 2022 року приблизно о 5:00 у 9-типоверховий житловий будинок № 20 влучив російський артилерійський снаряд. Унаслідок цього сталося часткове руйнування сходової клітки з першого по третій поверхи та фасаду будинку з першого по дев'ятий поверхи, а також загоряння в квартирах на 3-му та 4-му поверхах. Пожежа охопила близько 500 кв. м. За попередніми даними на 11:00 того ж дня, було відомо про двох загиблих і дванадцятьох травмованих. Усіх мешканців будинку евакуйовано.
2 червня 2023 року на перетині вулиць Богатирської й Полярної стартувало будівництво дворівневої розвʼязки, а вже 20 травня 2024 року відкрили рух новим шляхопроводом. Шляхопровід має шість смуг, 72 балки прогонових і становить в довжину 125 метрів. На розвʼязці спорудили підземний пішохідний перехід, встановили освітлення й облаштували велодоріжки. Нова розв'язка має суттєво розвантажити трафік на Оболоні.
30 серпня 2024 року повністю відкрили рух з'їздами та заїздами на розв'язку на перетині вулиць Полярної та Богатирської. Крім цього, відремонтували підходи до розвʼязки, зокрема й на вулиці Богатирській, встановили пандуси підземного переходу, нові зупинки громадського транспорту, облаштували велодоріжки, а також провели благоустрій території.
Як підкреслив мер Києва Віталій Кличко: «Ця розв’язка збільшить пропускну спроможність транспортного вузла й зменшить затори у цій частині Оболоні. Також покращить безпеку руху та екологічну ситуацію. Тобто ми створили ще один об’єкт європейського рівня».
24 квітня 2024 року Департамент транспортної інфраструктури КМДА повідомили, що у зв’язку зі значною кількістю вантажного транспорту на вул. Богатирська і збільшенням норм щодо допустимої маси транспортних засобів порівняно з тими, що діяли на момент будівництва вулиці, її проїжджа частина інтенсивно руйнується. Це призводить до зниження середньої швидкості транспортних потоків і, як наслідок, до затримки в доставленні вантажів і погіршення екологічної ситуації.
Враховуючи вищезазначене, наприкінці травня 2024 року, почався капітальний ремонт вулиці Богатирської. На вулиці влаштують новий тришаровий дорожній одяг із пониженими бордюрами та тактильною плиткою для пішоходів. Облаштують смугу безпеки і розділову смугу, примикання та місцеві проїзди, тротуари і велодоріжки, рукави дощової каналізації. Перекладуть каналізаційні, водопровідні та тепломережі. Встановлять 320 опор мереж зовнішнього освітлення, а також благоустроять прилеглу територію.
22 травня 2025 року на перетині вулиць Лугової та Богатирської завершили капітальний ремонт шляхопроводу, який побудували ще у 1986 році і відтоді жодного разу капітально не ремонтували. Під час ремонту будівельники замінили балки прогонових будов, уклали нове мостове полотно та підпірні стінки, посилили опори, оновили дощову каналізацію, встановили нові перлинні та бар'єрні огородження. Також змонтували LED-освітлення з декоративним підсвічуванням, облаштували тротуари та велодоріжки, дотримуючись принципів безбар'єрності.

## Установи та заклади

### Заклади освіти
- Гімназія № 143 (буд. № 2-б)
- Загальноосвітня школа № 231 (буд. № 2-в)
- Музична школа № 40 (буд. № 2-в)
- Дошкільний навчальний заклад № 590 (буд. № 2-г)
- Дошкільний навчальний заклад № 607 (буд. № 16-а)
- Дошкільний навчальний заклад № 608 (буд. № 18-є)

### Заклади охорони здоров'я
- Підстанція № 10 швидкої медичної допомоги (буд. № 4-а)
- Міська дитяча клінічна лікарня № 1 (буд. № 30)
- Український медичний центр реабілітації дітей з органічним ураженням нервової системи МОЗ України (буд. № 30)
- Шкірно-венерологічна міська лікарня (буд. № 32)

### Промислові підприємства
- Пивзавод «Оболонь» (буд. № 3)
- Деревообробний комбінат № 7 (буд. № 9)

## Храми
На території дитячої клінічної лікарні № 1 зведено храм УПЦ МП святих «Царських Страстотерпців». Спочатку він розташовувався у приміщенні реабілітаційного центру, перший молебен тут відбувся на Великдень у 2006 році, перша літургія — у 2007 році. У 2008 році почалося будівництво типового храму, освячення храму відбулося у 2009 році. План будівництва передбачає також зведення недільної школи.

## Зображення

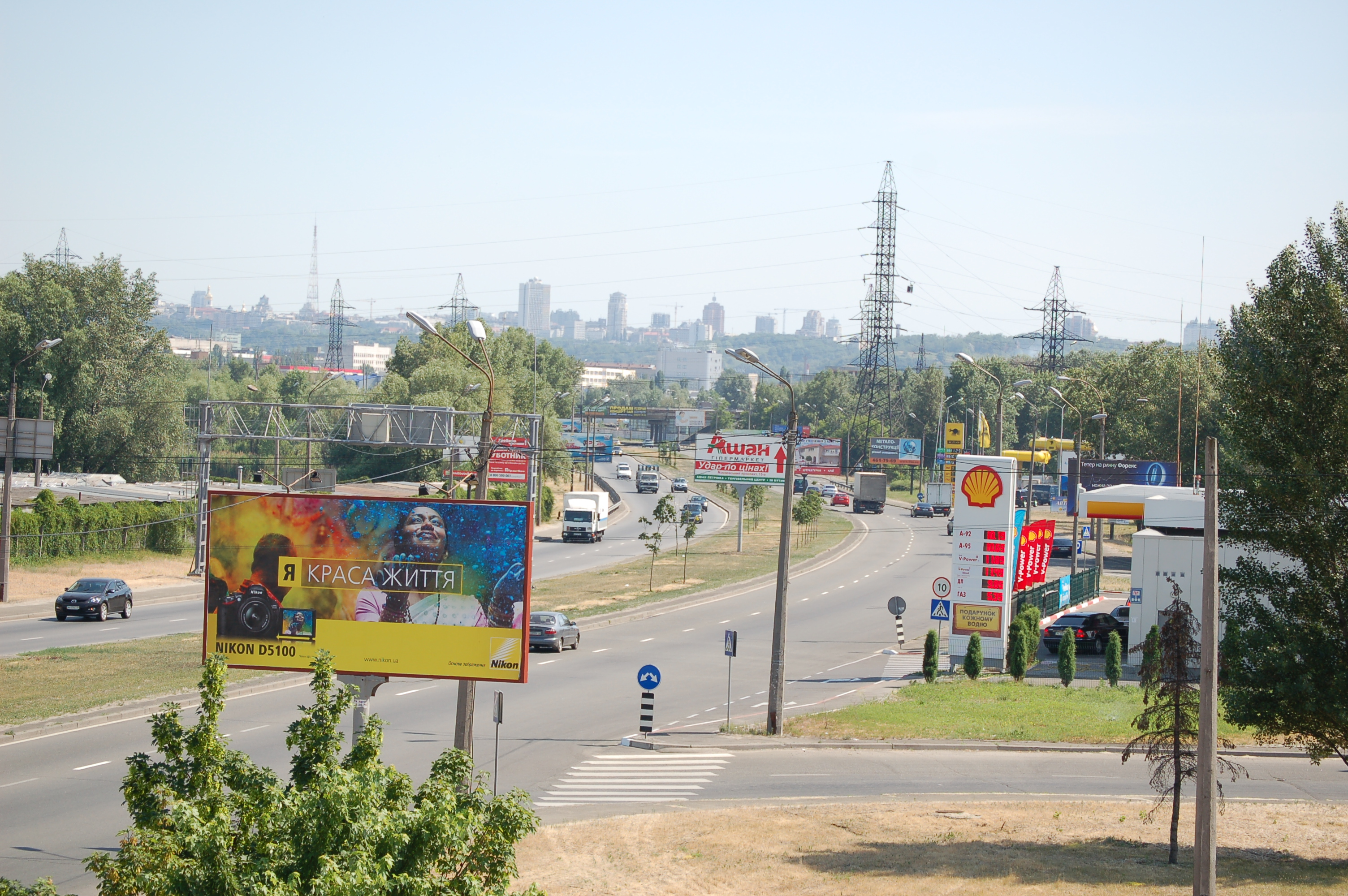
Краєвид у бік Почайни
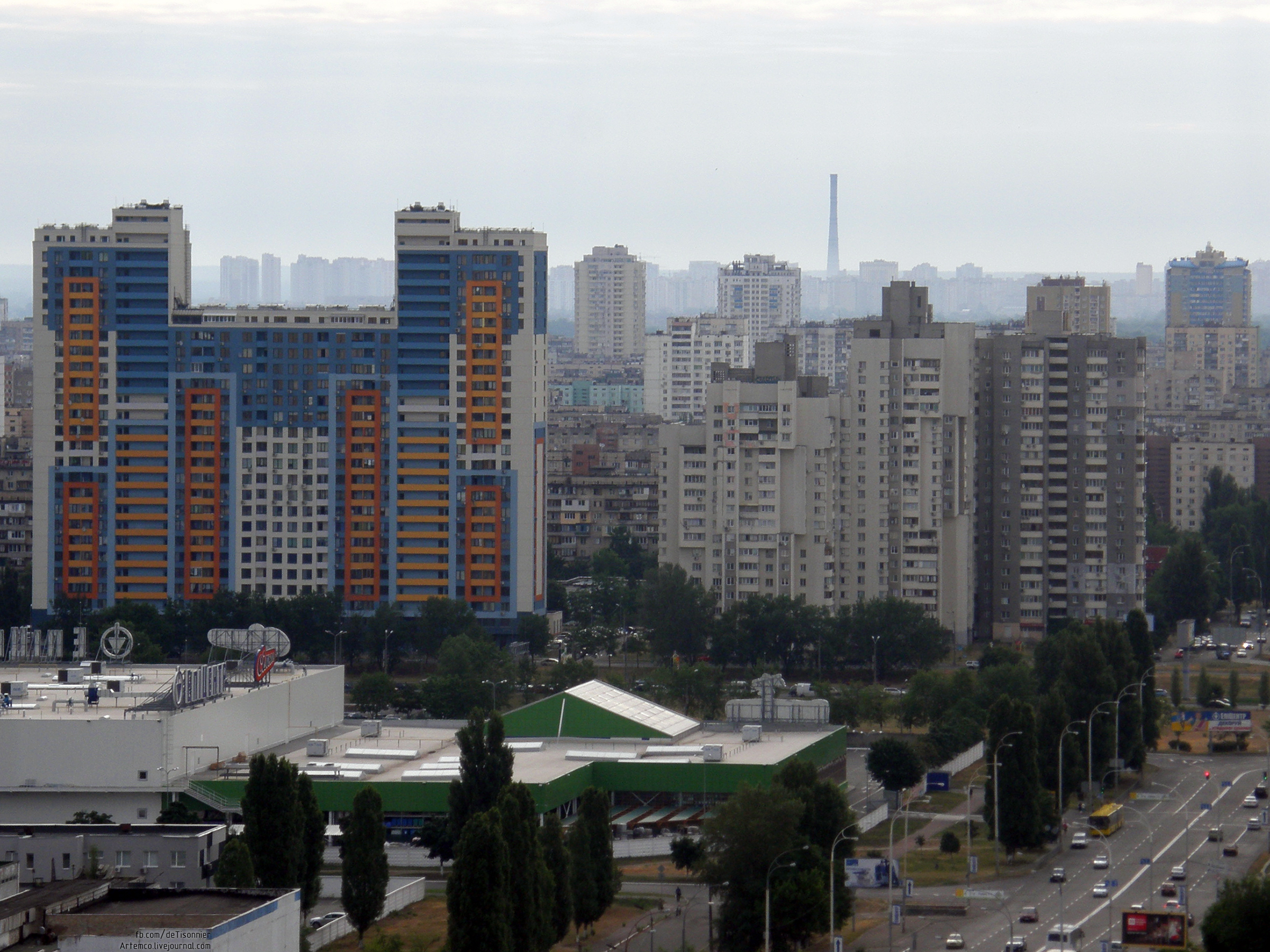
будинки №№ 6а, 6 і 6/1 — домінанти рогу Богатирської і вулиць Полярної та Героїв Дніпра